# دادلی گراهام جانسون
دادلی گراهام جانسون (انگلیسی: Dudley Graham Johnson; ۱۳ فوریهٔ ۱۸۸۴ – ۲۱ دسامبر ۱۹۷۵) فرد نظامی اهل بریتانیا بود. وی همچنین برندهٔ جوایزی همچون صلیب ویکتوریا شده‌است.